# Kanton Château-Gontier-sur-Mayenne-1
Der Kanton Château-Gontier-sur-Mayenne-1 (früher Azé) ist seit 2015 ein französischer Wahlkreis im Arrondissement Château-Gontier, im Département Mayenne und in der Region Pays de la Loire; sein Hauptort ist Château-Gontier-sur-Mayenne. 

## Gemeinden
Der Kanton besteht aus 13 Gemeinden und Gemeindeteilen mit insgesamt 16.349 Einwohnern (Stand: 1. Januar 2022) auf einer Gesamtfläche von 355,32 km²:
| Gemeinde                             | Einwohner 1. Januar 2022 | Fläche km² | Dichte Einw./km² | Code INSEE | Postleitzahl |
| ------------------------------------ | ------------------------ | ---------- | ---------------- | ---------- | ------------ |
| Bierné-les-Villages                  | 1.280                    | 47,73      | 27               | 53029      | 53290        |
| Château-Gontier-sur-Mayenne          | 5.117                    | 40,28      | 127              | 53062      | 53200        |
| Châtelain                            | 464                      | 13,91      | 33               | 53063      | 53200        |
| Chemazé                              | 1.363                    | 38,54      | 35               | 53066      | 53200        |
| Coudray                              | 867                      | 11,01      | 79               | 53078      | 53200        |
| Daon                                 | 533                      | 17,93      | 30               | 53089      | 53200        |
| Fromentières                         | 838                      | 22,06      | 38               | 53101      | 53200        |
| Gennes-Longuefuye                    | 1.351                    | 40,29      | 34               | 53104      | 53200        |
| Houssay                              | 496                      | 14,26      | 35               | 53117      | 53360        |
| La Roche-Neuville                    | 1.227                    | 28,67      | 43               | 53136      | 53200, 53360 |
| Ménil                                | 907                      | 28,70      | 32               | 53150      | 53200        |
| Origné                               | 394                      | 10,05      | 39               | 53172      | 53360        |
| Saint-Denis-d’Anjou                  | 1.512                    | 41,89      | 36               | 53210      | 53290        |
| Kanton Château-Gontier-sur-Mayenne-1 | 16.349                   | 355,32     | 46               | 5301       | –            |

1. ↑   Nur die Fläche der ehemaligen Gemeinden Azé und Saint-Fort, der Rest gehört zum Kanton Château-Gontier-sur-Mayenne-2.

## Veränderungen im Gemeindebestand seit 2016
2019:
- Fusion Bierné, Argenton-Notre-Dame, Saint-Laurent-des-Mortiers und Saint-Michel-de-Feins → Bierné-les-Villages
- Fusion Château-Gontier (Kanton Château-Gontier), Azé und Saint-Fort → Château-Gontier-sur-Mayenne (Kanton Château-Gontier und Kanton Azé)
- Fusion Gennes-sur-Glaize und Longuefuye → Gennes-Longuefuye
- Fusion Loigné-sur-Mayenne und Saint-Sulpice → La Roche-Neuville